# Бориничи
Бори́ничи (укр. Бориничі) — село в Ходоровской городской общине Стрыйского района Львовской области Украины.
Население по переписи 2001 года составляло 796 человек, 598 человек по данным 2025 года. Почтовый индекс — 81721. Телефонный код — 3239.